# Funcționarul agenției de bursă
Funcționarul agenției de bursă (în engleză The Adventure of the Stockbroker's Clerk) este una dintre cele 56 povestiri scurte cu Sherlock Holmes ale lui Sir Arthur Conan Doyle și a patra povestire din volumul Memoriile lui Sherlock Holmes (respectiv a treia în edițiile americane ale acestui volum).
Ea a fost publicată în revista Strand Magazine din martie 1893, cu ilustrații de Sidney Paget, apoi în volumul "Memoriile lui Sherlock Holmes" (în engleză The Memoirs of Sherlock Holmes) editat în anul 1894 de George Newnes Ltd din Anglia. 

## Rezumat

### Misterul inițial

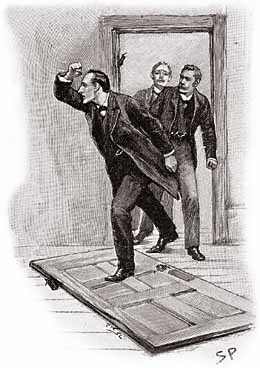
Holmes intră în biroul companiei Franco-Midland Hardware Company Ltd.

În timp ce doctorul Watson asteaptă sosirea potențialilor clienți în cabinetul său medical din cartierul Paddington, prietenul său, Sherlock Holmes, vine să-l viziteze și îl roagă să vină cu el la Birmingham pentru un nou caz care se anunță foarte interesant. Watson nu ezită să-și închidă cabinetul său pentru restul după-amiezii pentru a-l însoți pe detectiv.
În trenul spre Birmingham, cei doi călătoresc alături de tânărul Hall Pycroft, clientul lui Holmes. Acesta venise să-l consulte pe Holmes, având niște cu suspiciunile referitoare la o companie care i-a oferit un loc de muncă foarte bine plătit. El îi explică lui Watson strania aventură pe care tocmai o experimentează. Tânărul, care lucrează în domeniul financiar, își pierduse locul de muncă cu câteva luni înainte, în urma falimentului agenției de bursă Coxon & Woodhouse's, la care era angajat. 
Atunci când șomajul a început să-i facă viața dificilă, el a reușit să obțină un loc de muncă la Mawson & Williams's, o prestigioasă agenție de bursă din Lombard Street (în City), care urma să-i ofere un salariu foarte confortabil. Cu toate acestea, în aceeași seară în care tânărul a primit prin poștă anunțul că a fost angajat, un bărbat pe nume Arthur Pinner, pretins agent financiar, vine să-l viziteze și îi oferă un loc de muncă chiar mai bine plătit decât cel de la Mawson & Williams's. Este vorba de un post de director comercial la Franco-Midland Hardware Company Ltd., o companie de articole de menaj cu 134 de filiale în orașele și satele din Franța, plus una la Bruxelles și o alta la San Remo. Pinner, al cărui frate, Harry Pinner, era director general și făcea parte din consiliul de administrație al companiei sus-menționate, se oferă să-i plătească un salariu de 500 de lire pe an, la care se adăuga un comision de 1% din toate vânzările agenților lui. În timp ce Pycroft are îndoieli cu privire la seriozitatea acestor promisiuni excepționale, Pinner îi dă un avans de 100 £, dovedindu-și buna credință. Pycroft este pus să semneze un document prin care acceptă postul oferit și i se cere să nu-i anunțe pe cei de la Mawson & Williams's că va renunța la locul de muncă de acolo (Pinner i-a spus că pariase cu directorul de la Mawson & Williams's că Pycroft va respinge oferta lor și că nu va mai auzi de el).
Pycroft este trimis la Birmingham (unde se afla sediul temporar al companiei) pentru a-l întâlni pe fratele geamăn al lui Pinner și cofondatorul companiei, Harry Pinner. El își începe imediat îndatoririle sale, care par a fi absurde (este pus să copieze o listă de magazine de obiecte de menaj dintr-o carte de telefoane uriașă), dar este în același timp contrariat de aspectul neprofesionist al sediului companiei și a faptului că pare să fie singurul angajat; în plus, el constată că cei doi frați Pinner au un dinte acoperit cu aur exact în același loc, sugerând că cei doi ar putea fi de fapt una și aceeași persoană.

### Rezolvare

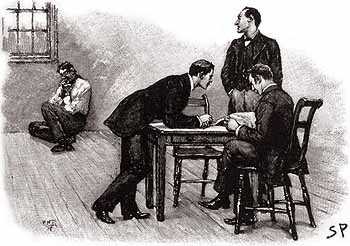
Watson citeşte articolul din ziar, în timp ce Pinner stă ghemuit într-un colţ

Când cei trei ajung la biroul din Birmingham, cu Holmes și Watson prezentându-se ca funcționari în căutarea unui loc de muncă, Pinner citea un ziar de seară din Londra și este în mod clar în stare de șoc. El le spune celor trei să aștepte câteva minute, timp în care Pinner se duce într-o cameră vecină, o închide cu cheia din interior și încearcă să se sinucidă. Auzind zgomotele, cei trei sparg ușa și-l salvează de la moarte. Holmes ajunge la concluzia că povestea celor doi frați este o invenție și că nu există decât un singur "Pinner"; ducând lipsă de suficienți oameni pentru a-și realiza planul de a-l induce în eroare în mod convingător pe Pycroft, Pinner a încercat să joacă și rolul fratelui său geamăn în speranța că Pycroft ar pune asemănările observate pe seama unor trăsături de familie. El a mai dedus faptul că punerea lui Pycroft să semneze acel angajament a avut rolul de a obține o mostră din scrisul său pentru a putea fi imitat. La biroul companiei Mawson & Williams's s-a prezentat un "fals" Pycroft, bazându-se pe faptul că nimeni de acolo nu-l cunoștea pe adevăratul angajat. (Din acest motiv, i s-a cerut lui Pycroft să nu trimită firmei o scrisoare de demisie.) Mawson & Williams's deținea un stoc mare de titluri de valoare, iar aceasta era ținta celor doi infractori.
Din ziar, ei află că la Mawson & Williams's avusese în acea după-amiază o tentativă de jaf, iar paznicul fusese ucis. Din seifurile companiei au fost furate obligațiuni ale căilor ferate americane în valoare de aproximativ 100.000 de lire, plus alte titluri de credit ale unor mine și altor companii. Un sergent de poliție l-a observat întâmplător pe infractor ieșind din clădire, l-a urmărit și apoi l-a capturat după o crâncenă împotrivire din partea acestuia. S-a descoperit faptul că ucigașul era Beddington, un celebru falsificator și spărgător, care se dăduse drept Pycroft, în timp ce fratele său se prezentase ca fiind Pinner. 
În timp ce Pycroft este trimis să cheme poliția pentru a-l aresta pe "Pinner", Holmes face următoarea observație: "Natura umană este un amestec ciudat, Watson. Vezi tu, până și un ticălos și un criminal poat inspira o astfel de afecțiune, încât fratele lui să recurgă la sinucidere când află că îi este capul în primejdie".

## Personaje
- Sherlock Holmes
- doctorul Watson
- Hall Pycroft - funcționar de agenții de bursă
- Arthur Pinner - agent financiar
- Beddington - falsificator și spărgător

## Comentariu
Intriga povestirii este asemănătoare cu cea din "Liga roșcaților", pentru că ambele implică o farsă elaborată pentru a elimina pentru o vreme o persoană incomodă dintr-un loc, astfel încât să poate fi săvârșită în liniște o infracțiune. Aceeași paralelă poate fi văzută și în "Aventura celor trei Garrideb".
Merită menționat faptul că Holmes nu este implicat în reținerea hoțului, care fusese deja arestat, dar este capabil să-l predea poliției pe complice.
Acțiunea se petrece la scurtă vreme după căsătoria doctorului Watson și mutarea lui din apartamentul de pe strada Baker. 

## Adaptări
Această povestire a servit ca sursă de inspirație pentru al 16-lea film cu Sherlock Holmes (filmat în 1922) din seria de filme mute cu Eille Norwood.

## Traduceri în limba română
- Funcționarul comercial - în volumul "Memoriile lui Sherlock Holmes" (Ed. Junimea, Colecția "Fantomas", Iași, 1970) - traducere de Andrei Bantaș
- Funcționarul agenției de bursă - în volumul "Memoriile lui Sherlock Holmes" (Ed. Aldo Press, București, 2003) - traducere de Luiza Ciocșirescu
- Funcționarul comercial - în volumul "Memoriile lui Sherlock Holmes" (Ed. Compania, București, 2009) - traducere de Andrei Bantaș
- Funcționarul agenției de bursă - în volumul "Aventurile lui Sherlock Holmes. Vol II" (Colecția Adevărul, București, 2010) - traducere de Luiza Ciocșirescu
- Funcționarul agenției de bursă - în volumul "Aventurile lui Sherlock Holmes. Vol II" (Colecția Adevărul, București, 2011) - traducere de Luiza Ciocșirescu